# Zero Hedge
Zero Hedge est un blog traitant de finance à Wall Street. Il s'est fait connaître pour avoir révélé en 2009 que Goldman Sachs avait accès à des informations confidentielles concernant le trading algorithmique.

## Présentation du blog
L'écriture du blog est assurée par une équipe de blogueurs qui écrivent sous le nom de Tyler Durden, en référence au héros de Fight Club. Ce sont des salariés ou d'ex-salariés sur Wall Street, souhaitant apporter un point de vue propre à l'industrie financière, contrastant avec le point de vue des journalistes extérieurs.

## Influence
En septembre 2009, le site attirait plus de 300 000 visiteurs uniques par mois, le plaçant parmi les blogs de finance les plus lus au monde. Matt Taibbi cite Zero Hedge comme ayant évalué avec précision le niveau de corruption dans le secteur bancaire, questionnant pourquoi les médias financiers traditionnels n'avaient pas détecté plus tôt la corruption à Goldman Sachs. En 2011, le New York Times décrit Zero Hedge comme « un blog financier bien lu et controversé ».

## Critique
Le Dr Craig Pirrong, professeur au Bauer College of Business (en), écrit sur son blog personnel le 20 novembre 2014 « J'ai souvent écrit que Zero Hedge avait le modus operandi d'une opération d'agitprop soviétique et qu'il colportait indubitablement de la propagande russe ». Il ajoute qu'environ trois ans auparavant, il avait souligné les similitudes entre Zero Hedge et Russia Today,[pertinence contestée].
Le Décodex des vérificateurs de faits du Monde le classe en catégorie « diffuse un nombre significatif de fausses informations et/ou d’articles trompeurs ».

## Compte Twitter
Le 31 janvier 2020, le site Bloomberg News annonce que le compte Twitter de Zero Hedge, qui comptait plus de 670 000 abonnés, a été suspendu de manière définitive, pour « utilisation détournée de la plateforme ». Selon Bloomberg, la suspension fait suite à la parution d'un article intitulé Is This The Man Behind The Global Coronavirus Pandemic? (Cet homme est-il à l'origine de la pandémie mondiale de coronavirus?), dont le sujet est un scientifique travaillant pour l'Institut de virologie de Wuhan. Le 12 juin 2020, le compte est réactivé par Twitter, qui reconnaît « une erreur ».